# 321 Dywizja Piechoty
321 Dywizja Piechoty (niem. 321. Infanterie-Division) – niemiecka dywizja z czasów II wojny światowej, uczestniczyła gównie w walkach przeciw Armii Czerwonej. 
Sformowana w rejonie Brunszwiku na mocy rozkazu z 16 grudnia 1940, w 13. fali mobilizacyjnej w XI Okręgu Wojskowym. W grudniu 1942 321 Dywizja Piechoty została przerzucona z terytorium okupowanej Francji do Związku Radzieckiego. Pod Briańskiem i Rochaczewem Armia Czerwona zadała jej ciężkie straty. W październiku 1943 praktycznie przestała istnieć. Po reorganizacji 2 listopada 1943 jej żołnierze zasilili 110 DP i 211 DP.

## Dowódcy dywizji
- gen. por. Ludwig Löweneck 15 XII 1940 – 16 XI 1942;
- gen. mjr Wilhelm Thomas 16 XI 1942 – 28 VII 1943;
- płk Ulrich Liss 28 VII – 22 VIII 1943;
- płk Kurt Sievers 22 VIII 1943 – 23 IX 1943;
- gen. mjr Georg Zwade 23 IX 1943 – 2 XI 1943[1].

## Struktura organizacyjna
- Struktura organizacyjna w grudniu 1940 roku:

588., 589. i 590. pułk piechoty, 321. pułk artylerii, 321. batalion pionierów, 321. oddział przeciwpancerny, 321. oddział łączności;
- Struktura organizacyjna w lutym 1943 roku:

588., 589. i 590. pułk grenadierów, 321. pułk artylerii, 321. batalion pionierów, 321. batalion fizylierów, 321. oddział przeciwpancerny, 321. oddział łączności, 321. polowy batalion zapasowy;